# 90s Request Top 100 2011
Dit is de 90s Request Top 100 van 2011. Deze lijst werd uitgezonden op vrijdag 23 september 2011.

## Top 100
| Positie 2011 | Positie 2010 | Artiest                       | Titel                            |
| ------------ | ------------ | ----------------------------- | -------------------------------- |
| 1            | 1            | Nirvana                       | Smells like teen spirit          |
| 2            | 10           | Blur                          | Song 2                           |
| 3            | 13           | Oasis                         | Wonderwall                       |
| 4            | 2            | Pearl Jam                     | Black                            |
| 5            | 27           | Foo Fighters                  | Learn to fly                     |
| 6            | 3            | U2                            | One                              |
| 7            | 9            | Red Hot Chili Peppers         | Under the bridge                 |
| 8            | 7            | The Verve                     | Bitter sweet symphony            |
| 9            | 6            | Rage Against the Machine      | Killing in the name              |
| 10           | 26           | Faithless                     | Insomnia                         |
| 11           | 11           | Guns N' Roses                 | November rain                    |
| 12           | 16           | Green Day                     | Basket case                      |
| 13           | 22           | The Cranberries               | Zombie                           |
| 14           | 4            | Charly Lownoise & Mental Theo | Wonderful days                   |
| 15           | 12           | Metallica                     | Nothing else matters             |
| 16           | 17           | Radiohead                     | Creep                            |
| 17           | 20           | K's Choice                    | Not an addict                    |
| 18           | 30           | Goo Goo Dolls                 | Iris                             |
| 19           | 19           | Beastie Boys                  | Sabotage                         |
| 20           | 5            | Anouk                         | Nobody's wife                    |
| 21           | 52           | No Doubt                      | Don't speak                      |
| 22           | 8            | AC/DC                         | Thunderstruck                    |
| 23           | 25           | Live                          | Lightning crashes                |
| 24           | 39           | Coolio                        | Gangsta's paradise               |
| 25           | 33           | The Offspring                 | Self esteem                      |
| 26           | 21           | Pearl Jam                     | Alive                            |
| 27           | 29           | The Prodigy                   | Smack my bitch up                |
| 28           | 54           | Liquido                       | Narcotic                         |
| 29           | 14           | Alanis Morissette             | Ironic                           |
| 30           | 53           | Daft Punk                     | Around the world                 |
| 31           | 35           | R.E.M.                        | Losing my religion               |
| 32           | 43           | Massive Attack                | Unfinished sympathy              |
| 33           | 23           | DJ Paul Elstak                | Rainbow in the sky               |
| 34           | 74           | Manic Street Preachers        | Motorcycle emptiness             |
| 35           | 34           | Bush                          | Glycerine                        |
| 36           | 55           | Bryan Adams                   | Summer of '69                    |
| 37           | 37           | Underworld                    | Born slippy                      |
| 38           | 57           | Robbie Williams               | Angels                           |
| 39           | 31           | Soundgarden                   | Black hole sun                   |
| 40           | 18           | Acda en De Munnik             | Het regent zonnestralen          |
| 41           | RE           | Oasis                         | Don't look back in anger         |
| 42           | 48           | The Chemical Brothers         | Hey boy hey girl                 |
| 43           | 40           | Van Dik Hout                  | Stil in mij                      |
| 44           | 45           | Depeche Mode                  | Enjoy the silence                |
| 45           | 84           | Michael Jackson               | Black or white                   |
| 46           | 60           | Counting Crows                | Mr. Jones                        |
| 47           | 24           | Air                           | All I need                       |
| 48           | 62           | Guus Meeuwis & Vagant         | Het is een nacht... (Levensecht) |
| 49           | RE           | Nirvana                       | Lithium                          |
| 50           | 85           | The Cardigans                 | My favorite game                 |
| 51           | 41           | Party Animals                 | Have you ever been mellow?       |
| 52           | 47           | Bruce Springsteen             | Streets of Philadelphia          |
| 53           | RE           | Fun Lovin' Criminals          | Scooby snacks                    |
| 54           | 38           | Pearl Jam                     | Jeremy                           |
| 55           | 79           | Faithless                     | God is a DJ                      |
| 56           | 77           | Crash Test Dummies            | Mmm mmm mmm mmm                  |
| 57           | RE           | Beastie Boys                  | Intergalactic                    |
| 58           | RE           | Robbie Williams               | Let me entertain you             |
| 59           | 68           | The Bloodhound Gang           | Fire water burn                  |
| 60           | 94           | Jewel                         | Foolish games                    |
| 61           | 93           | Lenny Kravitz                 | Are you gonna go my way          |
| 62           | 75           | Eiffel 65                     | Blue (Da ba dee)                 |
| 63           | 44           | Red Hot Chili Peppers         | Scar tissue                      |
| 64           | RE           | Guns N' Roses                 | Knockin' on heaven's door        |
| 65           | 56           | Weezer                        | Buddy Holly                      |
| 66           | 32           | Backstreet Boys               | Everybody (Backstreet's back)    |
| 67           | RE           | Radiohead                     | Street spirit (Fade out)         |
| 68           | 51           | Beck                          | Loser                            |
| 69           | 50           | 4 Non Blondes                 | What's up?                       |
| 70           | 97           | Fatboy Slim                   | Praise you                       |
| 71           | 83           | Skunk Anansie                 | Weak                             |
| 72           | –            | Jamiroquai                    | Deeper underground               |
| 73           | 90           | Sinéad O'Connor               | Nothing compares 2 U             |
| 74           | RE           | House of Pain                 | Jump around                      |
| 75           | RE           | Snap!                         | Rhythm is a dancer               |
| 76           | 78           | Smashing Pumpkins             | Disarm                           |
| 77           | RE           | Live                          | The dolphin's cry                |
| 78           | 67           | Blink 182                     | What's my age again?             |
| 79           | 71           | 2 Pac                         | Changes                          |
| 80           | 61           | Guano Apes                    | Open your eyes                   |
| 81           | RE           | Anouk                         | R U kiddin' me                   |
| 82           | 92           | Fugees                        | Killing me softly                |
| 83           | –            | Jeff Buckley                  | Hallelujah                       |
| 84           | RE           | BLØF                          | Harder dan ik hebben kan         |
| 85           | RE           | Green Day                     | When I come around               |
| 86           | 28           | Spice Girls                   | Wannabe                          |
| 87           | 70           | Limp Bizkit                   | Nookie                           |
| 88           | 66           | Natalie Imbruglia             | Torn                             |
| 89           | 91           | Blackstreet & Dr. Dre         | No diggity                       |
| 90           | –            | Chumbawamba                   | Tubthumping                      |
| 91           | 72           | Bon Jovi                      | Bed of roses                     |
| 92           | RE           | Nirvana                       | Come as you are                  |
| 93           | –            | Genesis                       | Jesus he knows me                |
| 94           | 76           | The Black Crowes              | Remedy                           |
| 95           | –            | Queen                         | The show must go on              |
| 96           | RE           | Metallica                     | Enter sandman                    |
| 97           | –            | Novastar                      | Wrong                            |
| 98           | –            | MC Hammer                     | U can't touch this               |
| 99           | 100          | Live                          | I alone                          |
| 100          | RE           | New Radicals                  | You get what you give            |

## Hitfeiten
- In de lijst van 2011 kwamen 7 singles voor het eerst voor.
- 16 Singles kwamen weer terug in de lijst.
- De volgende 23 singles zijn uit de lijst verdwenen.

| Positie 2010 | Artiest                     | Titel                        |
| ------------ | --------------------------- | ---------------------------- |
| 15           | 2 Unlimited                 | No limit                     |
| 36           | Queen                       | Innuendo                     |
| 42           | Alice in Chains             | Would?                       |
| 46           | 2 Brothers on the 4th Floor | Never alone                  |
| 49           | Jamiroquai                  | Virtual insanity             |
| 58           | Dune                        | Hardcore vibes               |
| 59           | Aerosmith                   | I don't want to miss a thing |
| 63           | Rammstein                   | Engel                        |
| 64           | Blind Melon                 | No rain                      |
| 65           | Captain Jack                | Captain Jack                 |
| 69           | BLØF                        | Liefs uit Londen             |
| 73           | Ace of Base                 | All that she wants           |
| 80           | Madonna                     | Frozen                       |
| 81           | Skik                        | Op fietse                    |
| 82           | Adamski                     | Killer                       |
| 86           | Seal                        | Kiss from a rose             |
| 87           | Snap!                       | Rhythm of a dancer           |
| 88           | Babylon Zoo                 | Spaceman                     |
| 89           | Kane                        | Damn those eyes              |
| 95           | Eminem                      | My name is                   |
| 96           | Eels                        | Novocaine for the soul       |
| 98           | Ilse DeLange                | I'm not so tough             |
| 99           | Britney Spears              | ...Baby one more time        |

2004 · 2005 · 2006 · 2007 · 2008 · 2009 · 2010 · 2011 · 2012 · 2013 · 2014